# حوزه انتخابیه هشتم آریزونا
حوزه انتخابیه هشتم آریزونا یک حوزه انتخابیه مجلس نمایندگان آمریکا است که در ایالت آریزونا قرار دارد.